# Kilià
Kilià (en ucraïnès Кілія, en rus Килия) és una ciutat de l'óblast d'Odessa, Ucraïna. El 2021 tenia 19.116 habitants.